# Comerica Bank Challenger 2007
Il Comerica Bank Challenger 2007 è stato un torneo di tennis facente parte della categoria ATP Challenger Series nell'ambito dell'ATP Challenger Series 2007. Il torneo si è giocato ad Aptos negli Stati Uniti dal 16 al 22 luglio 2007 su campi in cemento.

## Vincitori

### Singolare
Donald Young ha battuto in finale  Bobby Reynolds con il punteggio di 7–5, 6–0

### Doppio
Rajeev Ram /  Bobby Reynolds hanno battuto in finale  John-Paul Fruttero /  Cecil Mamiit con il punteggio di 6(5)–7, 6–3, [10–7]